# Cormet d'Arêches
Le cormet d'Arêches est un col situé en France, à 2 107 mètres d'altitude, dans le massif du Beaufortain.

## Toponymie
Le mot « cormet » — signifiant « col » en beaufortain, un patois du savoyard — vient probablement du latin culmen signifiant « faîte » ou « sommet ».

## Géographie
Il est situé au-dessus du village d'Arêches-Beaufort et du lac de Saint-Guérin au nord et du village d'Aime-la-Plagne au sud. Il est accessible par ses deux versants via une piste carrossable tracée dans le cadre de la construction du barrage de Saint-Guérin et qui devait à terme devenir une route goudronnée[réf. nécessaire] à l'image de celle passant au Cormet de Roselend au nord-est.

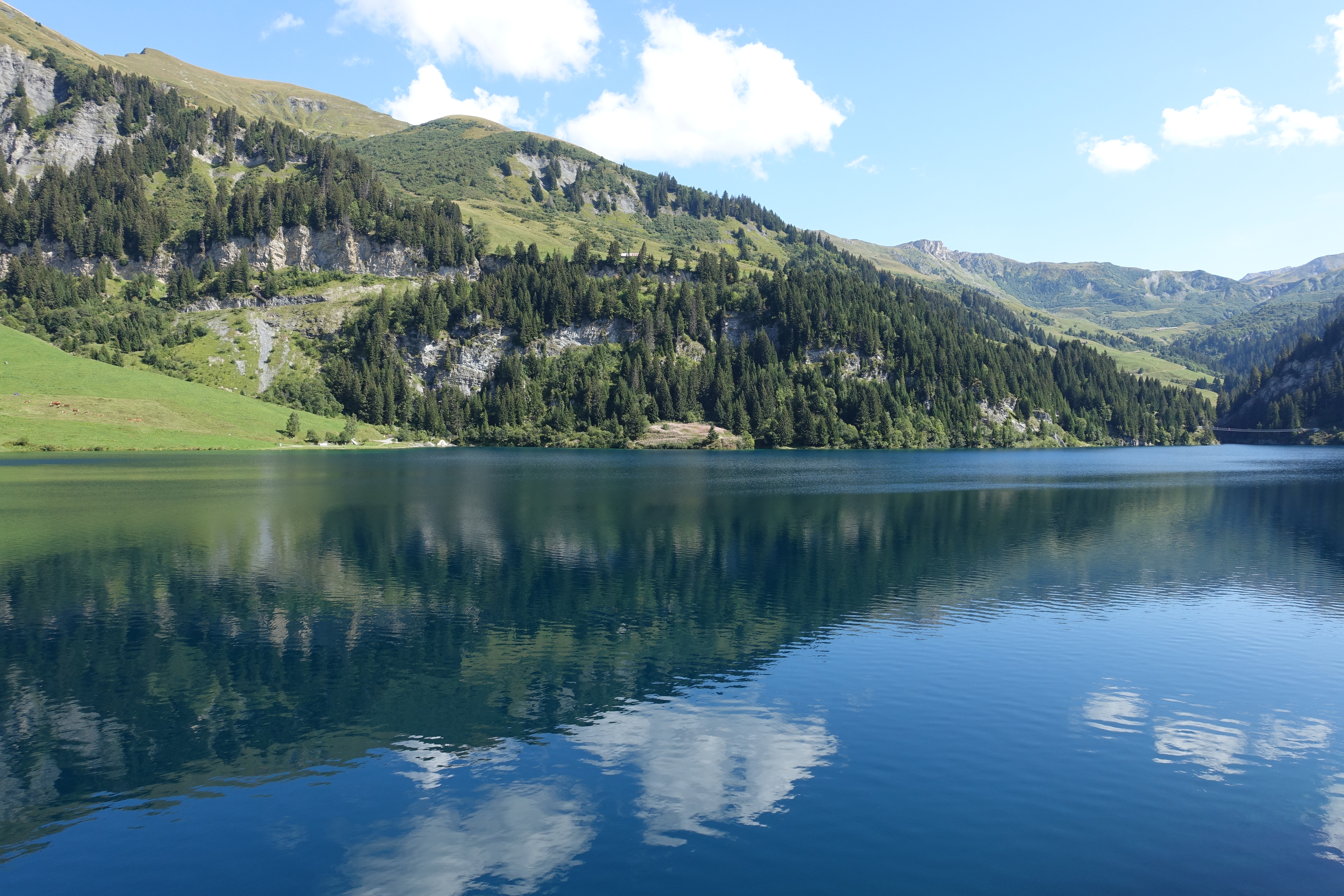
Le Cormet d'Arêches (dans le lointain sur la droite) vu depuis le lac de Saint-Guérin au nord-ouest.

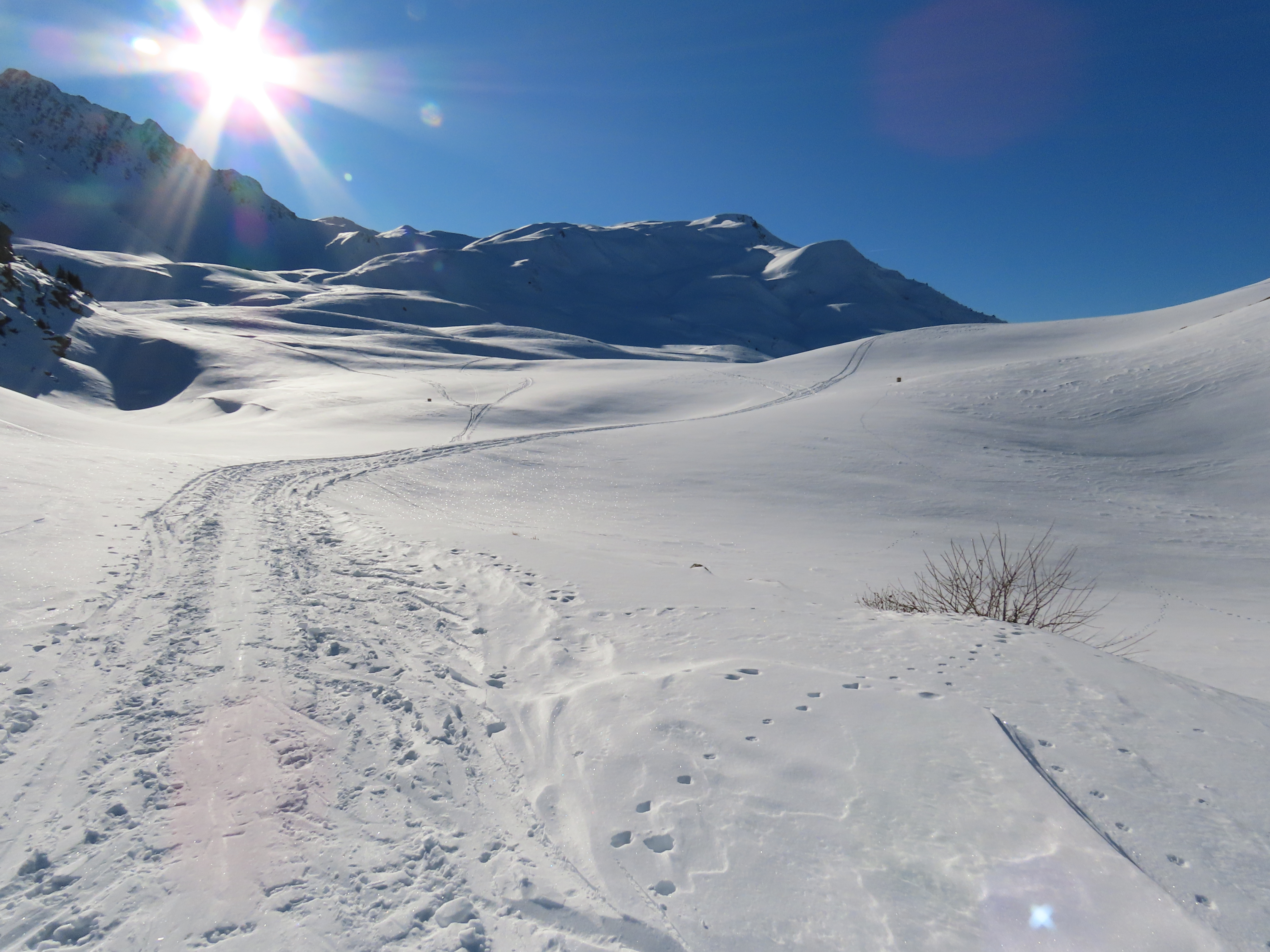
Vue hivernale du Cormet d'Arêches.